# Communauté de communes Loire et Nohain
La communauté de communes Loire et Nohain est une ancienne communauté de communes française, située dans le département de la Nièvre et la région Bourgogne-Franche-Comté.

## Composition
Elle est composée des neuf communes suivantes :
- Alligny-Cosne ;
- Annay ;
- Cosne-Cours-sur-Loire ;
- La Celle-sur-Loire ;
- Myennes ;
- Neuvy-sur-Loire ;
- Pougny ;
- Saint-Loup ;
- Saint-Père.

## Élus
Président : Alain Dherbier (conseiller municipal de Cosne-Cours-sur-Loire)
1er vice-président : René Marcellot (maire de Saint-Père) : Développement touristique, administration générale, ressources humaines
2e vice-présidente : Nadia Sollogoub (maire de Neuvy-sur-Loire) : Réseau des médiathèques, Relation avec les associations
3e vice-président : Philippe Bourgeois (maire d'Alligny-Cosne) : Travaux, Fonctionnement de la piscine
4e vice-présidente : Danielle Roy (maire de La Celle-sur-Loire) : École de musique, Petite enfance, Communication, Haut débit, TIC, informatique
5e vice-présidente : Françoise Pillard (maire de Myennes) : Environnement : volet déchets
6e vice-président : Thierry Beauvais (maire de Pougny) : Restauration scolaire, Portage de repas, Chantier d'insertion
7e vice-présidente : Brigitte Galopin (maire de Saint-Loup) : Finances
8e vice-présidente : Marie-Josèphe Alexandre (maire d'Annay) : Environnement : volet assainissement non collectif
9e vice-président : Denis Mangeot (conseiller municipal de Cosne-Cours-sur-Loire) : Développement économique

## Compétences
Dès sa création, la communauté de Communes Loire et Nohain a choisi d’inscrire son action dans un véritable projet de développement territorial.
Ainsi, les compétences communautaires permettent de mener de front : politique de développement économique et aménagement du territoire en associant le maintien et le développement des services à la population. Ce qui se traduit par les compétences suivantes :
- développement économique et touristique ;
- aménagement de l’espace ;
- politique du logement (OPAH) et cadre de vie ;
- protection et mise en valeur de l’environnement (dont gestion des déchets et assainissement non collectif) ;
- construction, entretien, fonctionnement d’équipements culturels et sportifs ;
- équipement social, socio-éducatif et médico-social ;
- construction et développement d’une infrastructure de télécommunication à très haut débit ;
- réalisation, gestion et entretien d’une aire d’accueil des gens du voyage.

## Historique
La communauté de communes a été créée par arrêté préfectoral du 21 décembre 1999, qui a pris effet le 1er janvier 2000.
Elle fusionne avec deux autres intercommunalités pour former la communauté de communes Loire, Vignobles et Nohain au 1er janvier 2017.

## Services
- Cellule administrative et financière : 16 agents
- Cuisine centrale : 13 agents
- Portage de repas / lien social : 2 agents
- Chantier d’insertion : 8 agents
- Service environnement (tri sélectif et ramassage des ordures ménagères) : 12 agents
- Piscine : 15 agents
- Médiathèques (2) : 16 agents
- Service petite enfance : 23  agents
- École de musique : 1 agent
- Aménagement et développement : 1 agent
- Service public d’assainissement non collectif : 1 agent

## Réalisations
À travers son action, la communauté de Communes Loire et Nohain met tout en œuvre pour donner à son territoire les atouts d’un développement économique durable et le doter de services à la population efficaces et modernes.

### Actions en faveur de l’emploi
- Aménagement du parc d’activités du Val de Loire (PAVL) : il fait l’objet d’une charte d’aménagement. Parallèlement aux travaux de voirie, ont été créés un lotissement tertiaire, un lotissement commercial, une zone artisanale, un lotissement de service et un lotissement industriel.
- Ouverture d’une École de la deuxième chance et la construction d’un bâtiment dédié : elle est la première en Bourgogne. Deux antennes ont déjà été créées, à Decize et Château-Chinon. Ouverte aux jeunes en grande difficulté, elle accueille aujourd’hui 120 stagiaires.
- Gestion du Chantier d’insertion : 8 personnes dans l’emploi, suivies par les services sociaux.
- Attribution de subventions à la Mission locale.
- Réalisation d'une maison du développement (en cours).

### Développement touristique
- Création d’un club des professionnels du tourisme. Il regroupe 50 professionnels du Haut Val de Loire (côté Nièvre et côté Cher) autour d’initiatives destinées à retenir les touristes de passage.
- Attribution de subventions à l’office de tourisme.

### Aménagement du territoire
- Réalisation d’un réseau de télécommunications à fibre optique. D’une longueur de 21 km, il suit un tracé qui englobe le parc d’activités et les services publics de Cosne-Cours-sur-Loire.
- Mise en place d’un schéma de cohérence territoriale (SCOT) : ce document définit les objectifs des politiques publiques d’urbanisme dans différents domaines tels l’habitat, le développement économique, les loisirs et le déplacement des personnes.
- Création d’une aire d’accueil des gens du voyage (obligation légale). Le terrain retenu est situé près du rond-point à l’entrée sud de Myennes. 25 places ont été construites.
- Participation financière et technique à l’opération de réhabilitation de logements locatifs dans les centres-villes.

### Protection et mise en valeur de l’environnement
- Construction d’une plateforme multifilière de traitement des déchets. Ouverte en 2005. Située sur la route allant de Cosne-Cours-sur-Loire à Alligny, elle comprend une unité de compostage autonome, une déchèterie, un quai de transfert.
- Aménagement des points d’apport volontaire. Pour inciter à trier mieux : les points d’apport volontaire sont nettoyés tous les jours, ils ont été adaptés aux apports par secteur (des relevés quotidiens sont effectués).
- Gestion du ramassage des ordures ménagères.
- Démantèlement de l’usine d’incinération à Villechaud (village au sud de Cosne-Cours-sur-Loire). C’est une obligation règlementaire. Après études, il a été décidé de procéder à l’élimination des mâchefers. Le terrain peut ainsi être exploité de nouveau.
- Gestion de l’assainissement non collectif (SPANC) depuis 2008.

### Services à la population

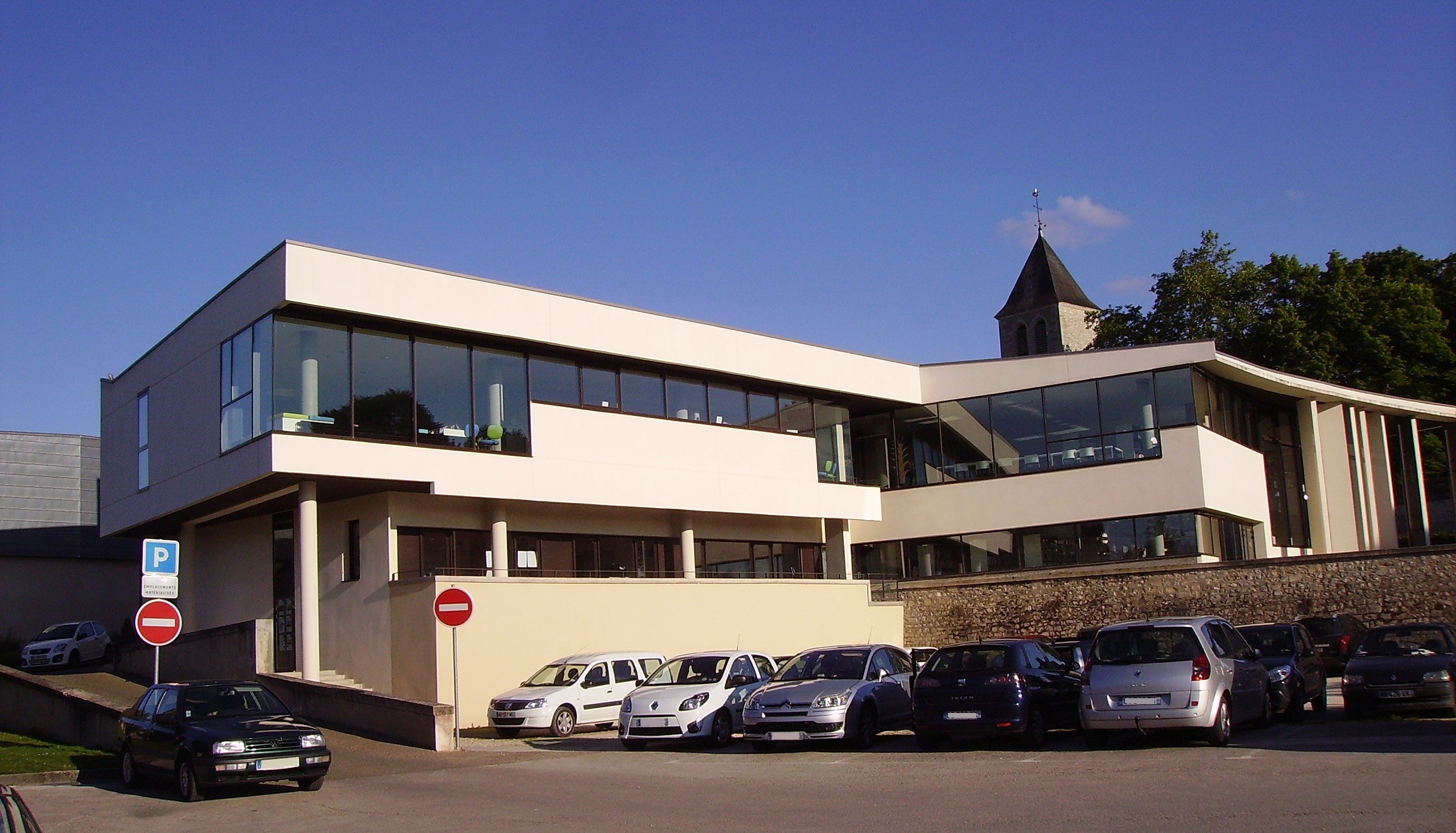
Médiathèque de Cosne-Cours-sur-Loire

- Construction et gestion de deux médiathèques :
  - la médiathèque de Neuvy-sur-Loire, ouverte en 2003, est la première du réseau. Elle permet un maillage culturel du territoire ;
  - celle de Cosne-Cours-sur-Loire, ouverte en 2009, améliore l’offre culturelle sur l’ensemble du territoire communautaire. Dotée d’un espace multimédia informatique, son ouverture fut l’occasion de diversifier le fonds documentaire et de créer une discothèque et une DVDthèque.
- Réhabilitation de l’École de musique intercommunale.
- Gestion d’un service multi-accueil Petite enfance : un service unique pour répondre à des modes de garde différents (occasionnels, réguliers ou d’urgence) en un même lieu combiné à un Relais parents-assistantes maternelles.
- Réhabilitation de la cuisine communautaire : avec la livraison de repas dans les écoles et chez les personnes âgées.
- Gestion de la piscine (réhabilitation en cours en 2014).
- Attribution de subventions à des associations culturelles locales.
- Aménagement de l'ancienne gendarmerie cosnoise (en centre-ville) pour y installer les services communautaires.

## Sources
- Le SPLAF (site sur la population et les limites administratives de la France)
- Base ASPIC